# 鹽野義製藥
鹽野義製藥（日语：塩野義製薬株式会社）是一家日本製藥公司。

## 历史
1878年3月17日由鹽野義三郎创建。1949年於東京證券交易所第1部和大阪证券交易所同时挂牌上市。2020年3月30日中国平安宣布入股其2%的股份，成为盐野义制药第七大股东。
2020年7月27日中國平安與日本鹽野義製藥株式會社全資擁有的附屬公司鹽野義制藥（香港）有限公司在上海及香港兩地分別成立名為「平安鹽野義有限公司」 及「平安鹽野義（香港）有限公司」 的合資公司。
該公司長期以來是音樂節目MUSIC FAIR的獨家贊助商。